# TRAPPIST-1 c
TRAPPIST-1 c (noto anche come 2MASS J23062928-0502285 c) è un pianeta extrasolare che orbita attorno alla stella nana ultrafredda TRAPPIST-1, situata a circa 40 anni luce di distanza in direzione della costellazione dell'Acquario. È il pianeta più massiccio del sistema, con una massa di 1,38 M⊕.
La sua scoperta è stata realizzata da un team internazionale guidato da Michaël Gillon dell'Istituto di astrofisica e geofisica dell'Università di Liegi, usando il telescopio TRAPPIST, situato all'osservatorio di La Silla, in Cile. La notizia della scoperta è stata pubblicata sulla rivista Nature nel maggio del 2016.

## Abitabilità
Durante la formazione del sistema è possibile che si sia verificata la perdita di una notevole quantità d'acqua, che potrebbe aver fatto fotoevaporare interi oceani, in quantità pari anche a 15 volte gli oceani terrestri, compromettendone l'abitabilità. Lo stesso  potrebbe essere successo al pianeta b, mentre TRAPPIST-1 d, al contrario, potrebbe aver perso molta meno acqua ed essere rimasto entro i confini della zona abitabile.
Dagli ultimi studi sul sistema la sua densità indica un corpo roccioso la cui composizione atmosferica non è comunque nota con precisione, potrebbe essere sgombra da nubi o essere anche come quella di Venere, tuttavia al contrario del pianeta più interno dovrebbe avere un'atmosfera meno spessa e dovrebbe essere esclusa la presenza di elementi leggeri come l'idrogeno, che potrebbero invece avvolgere il pianeta b.
Osservazioni spettroscopiche in infrarosso effettuate nel 2023 con il telescopio spaziale Webb hanno consentito di misurare con discreta precisione la temperatura diurna del pianeta, che si attesterebbe intorno ai 107° C, categorizzando TRAPPIST-1 c come l'esopianeta roccioso più freddo mai rilevato con tale metodo e vanificando supposizioni precedenti che accostavano l'atmosfera del pianeta simile a quella di Venere. La temperatura è stata rilevata nel medio infrarosso con lo strumento MIRI del telescopio che ha consentito di determinare la luminosità del pianeta, procedimento che viene effettuato sottraendo alla luminosità combinata della stella sommata a quella del pianeta quando questo le è accanto nella sua fase di rivoluzione, la luminosità della stessa quando il pianeta è dietro la stella (eclissi secondaria). La quantità di luce infrarossa così ricavata ha consentito di calcolare la temperatura diurna e dedurre la presenza e la possibile composizione dell'atmosfera.